# Saint-Bonnet-de-Rochefort
Saint-Bonnet-de-Rochefort är en kommun i departementet Allier i regionen Auvergne-Rhône-Alpes i de centrala delarna av Frankrike. Kommunen ligger  i kantonen Gannat som ligger i arrondissementet Vichy. År 2022 hade Saint-Bonnet-de-Rochefort 714 invånare.

## Befolkningsutveckling
Antalet invånare i kommunen Saint-Bonnet-de-Rochefort
Referens: INSEE